# Újruszolc
Újruszolc románul: Rusova Nouă, falu Romániában, a Bánságban, Krassó-Szörény megyében.

## Fekvése
Oravicabányától délnyugatra, Óruszolc és Miklósháza közt fekvő település.

## Története
Újruszolc, Ruszolc nevét 1312 és 1316 között említette először oklevél Orozi néven.
1421-ben p. Rusolch, 1428-ban Rusolcz, 1611-ben Rusova, 1808-ban Russva (Új-), Neu-Russowa g., 1851-ben Russova (Új-), 1888-ban Új-Ruszova, 1913-ban Újruszolc néven volt említve.
1312–1316 között Károly Róbert király Oldruch fia Dénes fiainak: Miklós, Pál és Gergely mesternek, a Jánkiak őseinek adta. 1421-ben és 1428-ban a Nagylaki Jánkiak birtoka volt.
1851-ben Fényes Elek írta a településről:
Russova (Új), Krassó vármegyében, 3 katholikus, 367 óhitű lakossal, s anyatemplommal.
A trianoni békeszerződés előtt Krassó-Szörény vármegye Jámi járásához tartozott.
1910-ben 416 lakosából 411 román volt. Ebből 403 görök keleti ortodox volt.